# Batalla de les Alcubles
La batalla de Les Alcubles de 7 de setembre de 1836 fou una batalla de la Primera Guerra Carlina.

## Antecedents
En el front d'Aragó i el Maestrat, l'execució del líder carlí Manuel Carnicer va ocasionar l'assumpció del comandament d'aquest front per Ramon Cabrera. A la primavera de 1836, aquest ja comandava 6.000 homes i 250 cavalls que operaven a l'entorn de Cantavella, que va fortificar.
En juliol de 1836, després del tercer setge de Gandesa en el que va provar l'artilleria fabricada a Cantavella, Ramon Cabrera es retirà a de nou a Cantavella, on va rebre nous reforços de Llíria, amb els quals va formar la divisió del Túria, comandada per Lluís Llangostera i Casadevall.
El 4 de setembre Llangostera, que comandava una força de 1000 infants i 200 genets, conformant dos batallons d'infanteria i dos d'esquadrons de cavalleria conegué que el brigadier José Grases y Seguí, amb tres batallons, un total de 600 homes i 100 cavalls es dirigia a Manzanera, i s'hi va dirigir.

## Batalla
El 4 de setembre Lluís Llangostera i Casadevall havia pres posicions a Manzanera, però José Grases y Seguí va rebutjar la batalla, retirant-se a les Alcubles a reposar-se i la matinada del 7 de setembre fou sorprès en un barranc per Llangostera, causant més de 500 baixes i perdent la munició i armament.

## Conseqüències
José Grases y Seguí aconseguí escapar amb només catorze genets, i Lluís Llangostera i Casadevall fou ascendit a mariscal de camp per aquesta acció.